# Chester (Wisconsin)
Pour les articles homonymes, voir Chester.
Chester est une ville des États-Unis située dans le comté de Dodge, au Wisconsin. 
La population était de 960 habitants au recensement de 2000.